# Expressway 451 (Südkorea)
Der Expressway 451  ist eine Schnellstraße in Südkorea. Die Autobahn bildet die westliche Umgehung der Stadt Daegu und verläuft zwischen dem Expressway 45 und dem Expressway 1. Die Autobahn ist 30 Kilometer lang.

## Straßenbeschreibung
Südlich von Daegu beginnt der Expressway 451 am Kreuz mit dem Expressway 45, dieser kommt von Changwon an der Südküste und führt weiter in das Innere des Landes. Die Autobahn hat 2 × 2 Fahrstreifen und kreuzt dann den Expressway 12. Nach diesem Autobahnkreuz verläuft die Autobahn nach Richtung Westen entlang der Stadt Daegu und führt dort teilweise mit einer parallel verlaufenden lokalen Schnellstraße. Und endet dann auf dem Expressway 1 und dem Expressway 55.

## Geschichte
Die Autobahn wurde in zwei Phasen für den Verkehr freigegeben, die erste am 17. Dezember 1977 von Deagu nach Süden und am 28. Juni 1984 nach Norden. Im Jahr 1998 wurde ein Teil der Straße auf 2 × 3 Fahrstreifen verbreitert und am 25. August 2001 wurde sie umbenannt vom Expressway 45 in Expressway 451. Im Jahr 2006 wurde ein Teil der Straße auf 2 × 5 Fahrstreifen verbreitert.

## Eröffnungsdaten der Autobahn
| von        | nach               | Länge | Datum      |
| ---------- | ------------------ | ----- | ---------- |
| Hyeonpung  | Daegu-West (1 × 2) | 28 km | 17.12.1977 |
| Daegu-West | Geumho             | 2 km  | 28.06.1984 |
| Okpo       | Daegu-West (2 × 2) | 12 km | 24.06.1986 |
| Hyeonpung  | Okpo (2 × 2)       | 13 km | 17.11.1995 |

## Verkehrsaufkommen
Jeden Tag nutzen zwischen 32.000 und 55.000 Fahrzeuge den Expressway 451.

## Ausbau der Fahrbahnen
| von           | nach          | Länge | Fahrspuren |
| ------------- | ------------- | ----- | ---------- |
| Expressway 45 | Expressway 12 | 15 km | 2 × 2      |
| Expressway 12 | Hwawon-Okpo   | 2 km  | 2 × 4      |
| Hwawon-Okpo   | Daegu-Süd     | 3 km  | 2 × 5      |
| Daegu-Süd     | Expressway 1  | 10 km | 2 × 3      |